# San Marcos, Villa Corzo
San Marcos är en ort i Mexiko.   Den ligger i kommunen Villa Corzo och delstaten Chiapas, i den sydöstra delen av landet, 700 km sydost om huvudstaden Mexico City. San Marcos ligger 825 meter över havet och antalet invånare är 168.
Terrängen runt San Marcos är huvudsakligen kuperad, men åt sydväst är den bergig. Runt San Marcos är det ganska glesbefolkat, med 24 invånare per kvadratkilometer. Närmaste större samhälle är San Pedro Buenavista, 18,3 km nordost om San Marcos. I omgivningarna runt San Marcos växer i huvudsak städsegrön lövskog.